# 镰田奈绪子
镰田奈绪子（日语：／ Kamata Naoko，1983年6月7日—），日本女子帆船运动员。她曾代表日本参加2006年亚洲运动会帆船比赛，获得一枚金牌。她也曾参加2008年夏季奥林匹克运动会。